# Pietro Platania
Pietro Platania (5. dubna 1828 Catania – 26. dubna 1907 Neapol) byl italský hudební skladatel.

## Život
Narodil se v Catanii na Sicílii. Hudbu studoval na konzervatoři v Neapoli u Vincenze Abbatelliho, Salvatora Pappalarda a Pietra Raimondiho.
V roce 1863 byl jmenován ředitelem Královské konzervatoře v Palermu, kde působil až do roku 1885. V roce 1868 ho Giuseppe Verdi pozval k účasti na komponování Messa per Rossini, velkého requiem, které mělo být provedeno na výročí úmrtí Gioacchina Rossiniho dne 14. listopadu 1869 v bazilice San Petronio v Bologni. Platania složil celý řtvrtý díl mše Sanctus (Sanctus, Hosanna, Benedictus, Hosanna) pro sólový soprán a sbor. Mše jako celek však byla provedena až po více než stu letech, v roce 1988.
V roce 1885 byl jmenován ředitelem konzervatoře v Neapoli. Čtyři roky řídil věhlasný sbor milánské katedrály. V archivech katedrály je uchována řada jeho duchovních skladeb.
Zemřel 26. dubna 1907 v Neapoli ve věku nedožitých 79 let.

## Dílo
Svým dílem zasáhl Platania do všech žánrů klasické hudby. Komponoval opery, chrámovou i komorní hudbu. Vydal rovněž učebnice kontrapunktu a harmonie.

### Opery
- I misteri di Parigi (podle Eugena Sue) (před r. 1850 Catania)
- Matilde Bentivoglio, tragedia lirica (libreto G. Bonfiglio, 1852 Palermo)
- Piccarda Donati, tragedia (libreto G. L. Spina, 1857 Palermo)
- La vendetta slava, dramma serio (libreto F. de Beaumont, 1865 Palermo)
- Spartaco, tragedia lirica (libreto Antonio Ghislanzoni, 1891 Neapol)
- Camma (neprovedeno)
- Francesca Soranzo (neprovedeno)
- Giulio Sabino (neprovedeno)
- La corte di Enrico III (neprovedeno)

### Instruktivní literatura
- Corso completo di fughe e canoni d'ogni genere (Milano 1871)
- Trattato di armonia

### Duchovní a symfonická hudba
- Salmo LXVII Exurgat Deus a 24 voci reali con orchestra
- Messa da Requiem per i funerali di Vittorio Emanuele II in Palermo
- Ave Maria per coro a otto voci
- Sinfonia funebre per la morte di G. Pacini
- Messa per Rossini
- Symfonie „Meyerbeer“
- Sinfonia caratteristica „Italia“